# Sonic Riders: Zero Gravity
Sonic Riders: Zero Gravity, в Японии известная как Sonic Riders: Shooting Star Story (яп. ソニックライダーズ シューティングスターストーリー Соникку Райда:дзу Сю:тингу Сута: Суто:ри:) — видеоигра серии Sonic the Hedgehog в жанре гонки, изданная компанией Sega для игровых приставок PlayStation 2 и Wii в 2008 году. Официальным локализатором в России выступила компания «1С-СофтКлаб», которая выпустила игру с русской документацией.
Игра является продолжением первой Sonic Riders. Игровой процесс сиквела не подвергся кардинальным изменениям: от игрока требуется пройти несколько трасс на воздушной доске «Extreme Gear», совершая по пути трюки и собирая золотые кольца. По сюжету, команды Героев и Вавилона устроили поединок, чтобы решить спор о принадлежности сокровищ в виде легендарных артефактов Ковчега Космоса, обладающих способностью управлять гравитацией. Помимо режима истории, в Sonic Riders: Zero Gravity представлены различные миссии и задания, открывающие доступ к новым воздушным доскам и персонажам, а также мультиплеер. Каждый персонаж в игре относится к одному из трёх типов: скорости, полёту или силе.
Симулятор был совместно разработан студиями Sonic Team, Now Production и United Game Artists. В ходе разработки игра претерпела изменения в плане дизайна уровней и некоторых игровых элементов. После выхода Sonic Riders: Zero Gravity получила неоднозначные отзывы от прессы. Из достоинств игры обозреватели называли улучшенную, по сравнению с первой частью, графику, большие уровни, музыку и простой геймплей, однако критике подверглось управление, отсутствие сетевой игры и сюжет. Несмотря на сдержанные оценки, в 2010 году Sega выпустила продолжение под названием Sonic Free Riders.

## Игровой процесс
Как и предыдущая часть, Sonic Riders: Zero Gravity представляет собой гоночную игру, выполненную в трёхмерной графике. Действие игры происходит на уровнях, называемых трассами. В качестве гоночного средства персонажей выступают воздушные доски — «Extreme Gear». Начало любой гонки в игре ведётся с обратного отсчёта времени продолжительностью в пять секунд, а стартовая черта на это время перекрывается электричеством. В этот промежуток времени персонаж игрока должен встать на линию старта. После открытия трассы, протагонист становится на доску и игроку даётся возможность управлять им уже на этом устройстве. На всех уровнях цель одна — персонажу нужно проехать три круга и пересечь финишную черту. На протяжении всей гонки ведётся счёт со статистикой прохождения и места в списке первенства. На трассах разбросаны кольца, сбор которых позволяет трижды обновить «Extreme Gear» прямо на ходу. Модификации улучшают технические характеристики доски (например, увеличивает скорость передвижения) и меняют её внешний вид. Помимо колец, на зонах находятся капсулы с различными бонусами, влияющими на ход игры: гири, бомбы, ускорители и другие. В отличие от предшественника, где в качестве «топлива» для «Extreme Gear» использовался баллон с воздухом, в сиквеле доски работают с помощью гравитации. Благодаря тяготению, игрок может проходить повороты без потери скорости (приём gravity dive); ускоряться, отталкиваясь от других объектов (meteor burst); и ездить по стенам (gravity control). Выполнение этих приёмов расходует шкалу гравитации, и если она опустеет, доступ к ним будет закрыт. Чтобы пополнять шкалу, игроку необходимо получать очки «GP», которые можно заработать путём выполнения трюков и прыжков на трамплинах. После выполнения приёмов игроку присваивается ранг (оценка); самый худший — «C», лучший — «X». Чем лучше игрок выполнил трюк, тем более высокий присваивается ранг и больше заполняется полоска с гравитацией.
Всего в Sonic Riders: Zero Gravity три режима. В однопользовательском режиме «Story» присутствует сюжет, который делится на историю Героев (Соник, Тейлз, Наклз) и команды Вавилона (Джет, Шторм, Вейв); также доступны задания за доктора Эггмана, где требуется собирать артефакты, проходить уровни за определённое время и так далее. При успешном выполнении заданий игрок получает бронзовую, серебряную или золотую медаль, а также получает доступ к ранее недоступным персонажам и «Extreme Gear». Остальные режимы — «Normal Race» и «Survival» — представляют собой два вида мультиплеера. В отличие от «Story», у этих режимов отсутствует сюжетная линия, но игровой процесс схожий и реализована технология разделённого экрана. Режим «Normal Race» делится на три типа: «Free Race», «Time Attack» и «World Grand Prix». В первом из них игрок проходит любым персонажем выбранную также на своё же усмотрение трассу, а во втором протагонисту необходимо показать лучший результат времени на каждом уровне. Все результаты прохождения «Time Attack» заносятся в онлайн-таблицу. В «World Grand Prix» игрок проходит поочерёдно несколько трасс Героев или Вавилона, при завершении каждой из них подсчитываются итоговые очки. Участник, набравший наибольшее количество очков, выигрывает, а при завершении уровней на первом, втором или третьем месте — даётся соответственно золотой, серебряный или бронзовый кубок. Режим «Survival», как и «Normal Race», делится на три типа: «Survival Relay», «Survival Ball» и «Survival Battle». Первый тип представляет собой эстафету, где могут участвовать от двух до четырёх игроков. Цель режима — победить на трассе. После того, как один из участников соревнования прошёл первый круг, он отдаёт «Extreme Gear» другому игроку, и второй участник проходит следующий круг до тех пор, пока в гонке не примут участие все игроки. В «Survival Ball» доступны три трассы: «MeteorTech Arsenal», «Botanical Cave» и «Megalo Junction», отличающихся между собой уровнем сложности. Цель игрока — кидать мяч в кольца с помощью гравитации. За точные попадания в кольца засчитываются очки. Побеждает тот участник, который набрал наибольшее количество очков. В «Survival Battle» игроку нужно уничтожать противников. На выбор предлагаются три трассы: «Gravity Pit», «Labyrinth» и «Square Quartet». На уровнях есть капсулы с ракетами, бомбами и гравитацией, с помощью которых и нужно атаковать других участников, а также могут быть барьеры, защищающие от атак.

### Персонажи
Все присутствующие в игре персонажи (всего их 18, не считая Супер Соника) делятся на три типа: скорость, полёт и сила. Каждый из героев обладает своими характеристиками. Устройства и персонажи первого типа имеют высокие показатели скорости и низкие показатели управления, но способны к езде по перилам на трассе, начало которых подсвечивается синим цветом, а конец — красным. Второй тип характеризуется высокими показателями ускорения и управления, а также способностью летать: специально для них на уровнях расположены взлётные площадки, после проезда по которым они пролетают в воздухе через несколько больших колец. У персонажей третьего типа высокие показатели силы и низкие показатели ускорения, но они могут пробивать некоторые объекты на трассе (например, разрушать бочки и машины). Помимо основных характеристик, участники соревнований отличаются между собой показателями ускорения (англ. Dash), скорости (англ. Limit), силы (англ. Power) и прохождение поворотов (англ. Cornering). Аналогичные показатели применяются и для «Extreme Gear», которые относятся к одному из пяти типов: Бег (англ. Grind), Воздушная езда (англ. Air Ride), Мотоцикл (англ. Bike), Яхта (англ. Yacht) и Колесо (англ. Wheel). Первоначально в игре доступны только персонажи из команд Героев и Вавилона, но чтобы разблокировать остальных, игроку нужно пройти режим «Story». Кроме того, в специальном магазине можно обменять собранные на гонках кольца на новые «Extreme Gear».
| Скорость    | Полёт                | Сила            |
| ----------- | -------------------- | --------------- |
| Ёж Соник    | Майлз «Тейлз» Прауэр | Ехидна Наклз    |
| Эми Роуз    | Ласточка Вейв        | Альбатрос Шторм |
| Ястреб Джет | SCR-HD               | Доктор Эггман   |
| Ёж Шэдоу    | Крольчиха Крим       | Билли Хэтчер    |
| Кошка Блейз | Летучая мышь Руж     | SCR-GP          |
| Амиго       | Ёж Сильвер           |                 |
|             | Найтс                |                 |

### Трассы
Всего в игре 16 трасс. Шесть уровней доступны в истории Героев, а семь — в сюжетной линии Вавилона. После успешного прохождения сюжета, игроку открываются уровни «Astral Babylon», «’80s Boulevard» и «’90s Boulevard».
| Герои   | «Megalo Station» | «Botanical Kingdom» | «MeteorTech Premises»   | «Aquatic Capital»  | «Gigan Rocks»  | «Crimson Crater»    | «Astral Babylon» | «’80s Boulevard» |
| Вавилон | «Nightside Rush» | «Snowy Kindom»      | «MeteorTech Sparkworks» | «Tempest Waterway» | «Gigan Device» | «Security Corridor» | «Mobius Strip»   | «’90s Boulevard» |

## Сюжет
Действие игры происходит на планете, похожей на Землю. Команда Вавилона — Джет, Шторм и Вейв — проникли в руины Гиган Рокс для заполучения одного из пяти легендарных артефактов Ковчега Космоса (рус. Ark of the Cosmos) с целью вызова Сада Вавилона, некогда созданного их предками. Джет подбирает найденный артефакт, что провоцирует падение с неба ещё трёх (которые Вавилонцы приняли за падающие звёзды, загадывая желание). От их падения образуется ударная волна, обрушающая скалы на Вавилонцев, однако Джет в последний момент неожиданно задействует свойства артефакта управлять гравитацией, что спасает команду от гибели. Тем временем, один из других трёх артефактов падает возле башни Кримзон Кратер, приводя в неконтролируемое движение находящихся рядом роботов серии SCR-GP. Ещё один артефакт один из роботов забрал на станции Мегало. Наконец, третий из упавших артефактов находился у команды Героев — Соника, Тейлза и Наклза — направлявшихся на станцию. Они получили по радио предупреждение о роботах, которые нападают на город, после чего роботы настигли команду и попытались отнять артефакт, но герои смогли сбежать. Команда Вавилона изучала полученный артефакт и затем отправилась на поиски остальных. Вавилонцы настигли роботов в Ботаникал Кингдом, и Джет разбил одного из тех, у которого был артефакт, но потерял отлетевшего от удара робота. Разбитый робот упал рядом с Эми, которая забрала артефакт космического ковчега и встретилась с находившимися неподалёку Соником, Тейлзом и Наклзом. Вавилонцы всё это заметили, что вызвало негодование Джета из-за упущённого артефакта.
Герои с последовавшими за ними Вавилонцами отправились на завод Метеортек Премайзес, производивший вышедших из под контроля роботов: там команды сталкиваются и начинают соперничество за владение артефактами. Однако, настигавшие роботы вынудили всех отправиться в комнату управления, в которой обнаружили доктора Эггмана. Герои обвинили доктора в причастности к нападениям роботов, однако Эггман действительно потерял над ними контроль и поделился подробностями: оказалось, что Эггман поместил в материнский компьютер главный из пяти артефактов космического ковчега, а у неконтролируемых из-за силы остальных артефактов роботов есть лидер — SCR-HD. Герои и Вавилонцы неожиданно заметили, что среди них нет Эми и Шторма. Эми бежала от пытавшегося заполучить у неё артефакт Шторма в Акватик Кэпитал, где, устав бежать дальше, бросила артефакт в Шторма. На Эми и Шторма неожиданно нападает SCR-HD с артефактом внутри него, но, среагировав на артефакт в руках Шторма, взрывается и получает значительные повреждения. Шторм забирает оба артефакта с собой, а к Эми подбегают Соник, Тейлз и Наклз. Эми говорит, что Шторм, по его словам, нашёл один из артефактов в Гиган Рокс, и под руководством Наклза герои отправляются туда. Прибыв туда, Наклз не обнаружил артефакт, уже забранный Вавилонцами, но смог прочесть древние надписи: они гласили о существовании некогда процветавшей Вавилонской цивилизации, но из-за неконтролируемой силы артефактов она пала. Шторм принёс артефакты Джету, но на корабль Вавилонцев проникает Эггман и похищает артефакты.
Герои и Вавилонцы встретились возле башни Кримзон Кратер, куда и прибыл Эггман. Выяснилось, что учёный вновь вынашивает планы о захвате мира и постройке своего города под названием Эггманленд, а с помощью артефактов и башни собирается взять под контроль всех роботов мира. Соник и Джет устроили гонку, победитель которой получал все артефакты космического ковчега и звание самого быстрого существа во вселенной. Доктор попытался с помощью артефактов управлять своими построенными машинами, но Соник и Джет успели это предотвратить. Соник отдаёт все пять артефактов Вавилонцам, после чего сближённые артефакты спровоцировали появление Сада Вавилона. Команды хотели уже разойтись, но Тейлзу не давал покоя вопрос, о какой неконтролируемой силе шла речь в древних надписях. В этот момент в башню проникает повреждённый SCR-HD и отбирает у Вейв артефакты, направляясь к Саду. Это привело к появлению чёрной дыры, чего и боялся Тейлз. Чтобы спасти мир, команды отправляются в Сад, где уничтожают трансформировавшегося в чёрную дыру робота. После этого Сад Вавилона отправляется на орбиту Земли, а команды улетают восвояси: Соник и его друзья отправляются в город, а Джет и его команда остаются в пустыне наслаждаться окружающими видами, после чего тоже улетают в город. Соник, Тейлз, Наклз и Эми направлялись на станцию Мегало, и сделали предположение, что именно благодаря артефактам космического ковчега и зародилась история о падающих звёздах и загадывание желаний. Джет находит ежа, предлагая вновь сразиться в гонке, на что Соник соглашается.

## Разработка и выход игры
За разработку Sonic Riders: Zero Gravity, как и в случае с предшественником, были ответственны студии Sonic Team, United Game Artists и Now Production. Игра была создана для консолей PlayStation 2 и Wii. Помимо этого, разработчики хотели выпустить продукт для Xbox 360 и PlayStation 3, но в итоге от этого отказались. Руководителем проекта стал дизайнер Кэндзиро Моримото, а продюсером выступил Такаси Юда. За дизайн уровней отвечали Такааки Танка, Сиро Маэкава и Кэнтаро Киёно, а сценарий был написан Сиро Маэкавой. Программированием занимались Кэнъити Косида и Тикэо Накай, а арт-директор Хидэаки Мория работал над визуальным стилем персонажей и трасс.
Решение о создании продолжения было принято в связи с успешными продажами Sonic Riders. Сама аркада в целом похожа на своего предшественника, но разработчики, создавая сиквел, внесли в неё ряд изменений. Теперь «Extreme Gear» больше не используют баллоны с воздухом в качестве топлива, следовательно были убраны воздушные потоки. В продолжении доски используют гравитацию, с помощью которой можно проходить трудные повороты, ускоряться и взаимодействовать с игровыми объектами. Многие режимы были использованы из первой части, однако в Sonic Riders: Zero Gravity появились и новые. Большинство персонажей в продолжении уже были представлены в предыдущей части, и включают в себя как основных героев сюжетной линии, так и дополнительных открываемых и других персонажей франшиз компании Sega (например, Nights into Dreams…, Samba de Amigo и Billy Hatcher and the Giant Egg). Кроме героев, в игре также присутствуют трассы и контент с содержанием из вышеупомянутых серий. Несмотря на это, художники создали для Sonic Riders: Zero Gravity новых персонажей — роботов доктора Эггмана SCR-GP и SCR-HD.
Между версиями для PlayStation 2 и Wii присутствуют некоторые различия в геймплее и визуальном стиле, связанные с различной технической составляющей консолей. На Wii присутствуют сетевые функции Nintendo Wi-Fi Connection, позволяющие записывать результаты в мировую таблицу рекордов. В обеих версиях разработчики значительно улучшили, по сравнению с предшественником, графическую часть, при этом на консоли от Nintendo используется поддержка широкоформатного разрешения и более качественные визуальные эффекты. Кроме того, игра для Wii использует несколько стилей управления с использованием уникального контроллера консоли Wii Remote; также есть возможность управления с помощью контроллера от GameCube. В версии для PlayStation 2 игроки осуществляют контроль за персонажем только через геймпад DualShock 2. Однако, несмотря на различия, обе версии аркады работают на движке Havok.
Анонс симулятора состоялся 22 августа 2007 года. Перед выходом разработчики опубликовывали на официальном сайте игры и интернет-порталах различные трейлеры, видео и концепт-арты ожидаемой игры. Выход Sonic Riders: Zero Gravity состоялся зимой 2008 года. 6 марта того же года игра вышла на территории России, где была локализована компанией «1С-СофтКлаб».

## Музыка
Над созданием музыки трудились композиторы из предыдущей игры серии: Томонори Савада (по совместительству также являлся звукорежиссёром), Кэнъити Токои, Фумиэ Куматани и Хидэаки Кобаяси. Музыкальные композиции игры были исполнены в жанрах электронная музыка и техно. По словам Савады, треки были созданы в быстром темпе для того, чтобы передать игрокам высокую скорость гонок. Композиторы столкнулись с проблемой использования музыки в моментах, когда персонажи используют на уровнях гравитацию. Савада решил данный вопрос составив отдельные композиции для эпизодов, где игроки используют приёмы, связанные с тяготением.
В игре звучат две главные музыкальные темы. Заглавная песня Sonic Riders: Zero Gravity под названием «Un-gravitify» была исполнена ирландским певцом Cashell. В роли вокалиста темы Вавилонских Воров «Catch Me If You Can», как и в первой части, выступил американский музыкант Runblebee. Слова к обоим трекам были написаны Кэнъити Токои. Как подытоживал о проделанной работе звукорежиссёр, вокал удачно передал атмосферу музыки и игры в целом, а сами певцы оказались талантливыми. Позднее трек «Un-gravitify» был включён в альбомы The Best of Crush 40 — Super Sonic Songs (2009), True Colors: The Best of Sonic the Hedgehog Part 2 (2009), History of Sonic Music 20th Anniversary Edition (2011) и Sonic the Hedgehog 25th Anniversary Selection (2016).
Альбом с саундтреком игры, Sonic Riders Shooting Star Story Original Soundtrack «Zero Gravity Tracks» (яп.  ソニックライダーズ シューティングスターストーリー』 オリジナルサウンドトラック «Zero Gravity Tracks» Соникку Райда:дзу Сю:тингу Сута: Суто:ри: Оридзинару Саундоторакку), был выпущен 17 января 2008 года лейблом Wave Master. В альбоме содержится 23 трека.
| №                   | Название                        | Текст песни         | Музыка              | Исполнитель         | Длительность |
| ------------------- | ------------------------------- | ------------------- | ------------------- | ------------------- | ------------ |
| 1.                  | «Un-gravitify»                  | runblebee           | Кэнъити Токои       | Cashell             | 4:20         |
| 2.                  | «Meteor Falls»                  |                     | Хидэаки Кобаяси     |                     | 0:48         |
| 3.                  | «When Robots Attack»            |                     | Хидэаки Кобаяси     |                     | 1:11         |
| 4.                  | «Through Traffic»               |                     | Томонори Савада     |                     | 4:45         |
| 5.                  | «Spiral Madness»                |                     | Томонори Савада     |                     | 5:39         |
| 6.                  | «Mystery of the Meteorite»      |                     | Фумиэ Куматани      |                     | 1:35         |
| 7.                  | «Gadget Round»                  |                     | Фумиэ Куматани      |                     | 3:46         |
| 8.                  | «Aquatic Time»                  |                     | Фумиэ Куматани      |                     | 3:42         |
| 9.                  | «The Divine Wings»              |                     | Кэнъити Токои       |                     | 2:37         |
| 10.                 | «Give Me the Power»             |                     | Кэнъити Токои       |                     | 1:49         |
| 11.                 | «Sealed Ground»                 |                     | Кэнъити Токои       |                     | 3:46         |
| 12.                 | «Full Speed Ahead»              |                     | Кэнъити Токои       |                     | 0:30         |
| 13.                 | «Dive Into Gravity»             |                     | Фумиэ Куматани      |                     | 3:36         |
| 14.                 | «Babylon Garden»                |                     | Хидэаки Кобаяси     |                     | 1:14         |
| 15.                 | «The Lightless Black»           |                     | Хидэаки Кобаяси     |                     | 2:40         |
| 16.                 | «Stop the Black Hole»           |                     | Хидэаки Кобаяси     |                     | 1:23         |
| 17.                 | «The Core»                      |                     | Кэнъити Токои       |                     | 4:54         |
| 18.                 | «After the Storm»               |                     | Кэнъити Токои       |                     | 0:47         |
| 19.                 | «Wish and Hope»                 |                     | Кэнъити Токои       |                     | 0:56         |
| 20.                 | «Catch Me If You Can»           | runblebee           | Кэнъити Токои       | runblebee           | 3:36         |
| 21.                 | «Blast Town»                    |                     | Фумиэ Куматани      |                     | 3:49         |
| 22.                 | «Multi Attack»                  |                     | Фумиэ Куматани      |                     | 3:49         |
| 23.                 | «Un-gravitify electro extended» |                     | Кэнъити Токои       |                     | 4:10         |
| Общая длительность: | Общая длительность:             | Общая длительность: | Общая длительность: | Общая длительность: | 65:22        |

## Озвучивание
В озвучивании персонажей Sonic Riders на английском языке принимали участие актёры дубляжа 4Kids Entertainment. Как и в предшественнике, бо́льшая часть диалогов доктора Эггмана в геймплее — это повторно использованные фрагменты озвучивания Дима Бристоу из предыдущих частей серии. Персонажи на японском языке были озвучены теми же сэйю, что и в играх, начиная с Sonic Adventure.
В обеих версиях игры можно в настройках выбрать любой язык озвучивания и субтитры.
| Персонаж                   | Японский актёр озвучивания | Английский актёр озвучивания                     |
| -------------------------- | -------------------------- | ------------------------------------------------ |
| Ёж Соник                   | Дзюнъити Канэмару          | Джейсон Гриффит                                  |
| Ястреб Джет                | Дайсукэ Кисио              | Джейсон Гриффит                                  |
| Майлз «Тейлз» Прауэр       | Рё Хирохаси                | Эми Пэлэнт                                       |
| Ласточка Вейв              | Тиэ Накамура               | Эрика Шрёдер                                     |
| Ехидна Наклз               | Нобутоси Канна             | Дэн Грин                                         |
| Альбатрос Шторм            | Кэндзи Номура              | Дэн Грин                                         |
| Эми Роуз                   | Таэко Кавата               | Лиза Ортис                                       |
| Доктор Эггман              | Тикао Оцука                | Майк Поллок (видеоролики) Дим Бристоу (геймплей) |
| Крольчиха Крим             | Саяка Аоки                 | Ребекка Хэндлер                                  |
| Летучая мышь Руж           | Руми Отиай                 | Карен Лин Такетт                                 |
| Ёж Шэдоу                   | Кодзи Юса                  | Джейсон Гриффит                                  |
| Ёж Сильвер                 | Дайсукэ Оно                | Пит Капелла                                      |
| Кошка Блейз                | Нао Такамори               | Эрика Шрёдер                                     |
| SCR-HD, SCR-GP             | Тайтэн Кусуноки            | Эндрю Полл                                       |
| Чао Чиз                    | Эцуко Кодзакура            | Джек Кьювас                                      |
| Примечания: 1. 2. 3. 4. 5. |                            |                                                  |

## Оценки и мнения
| Сводный рейтинг    | Сводный рейтинг | Сводный рейтинг |
| Издание            | Оценка          | Оценка          |
| Издание            | PS2             | Wii             |
| ------------------ | --------------- | --------------- |
| GameRankings       | 59,31 %         | 57,83 %         |
| Game Ratio         | 61 %            | 58 %            |
| Metacritic         | 56/100          | 56/100          |
| MobyRank           | 59/100          | 55/100          |
| Иноязычные издания |                 |                 |
| Издание            | Оценка          | Оценка          |
| Издание            | PS2             | Wii             |
| 1UP.com            | C               | C-              |
| AllGame            | [ 18 ]          | [ 53 ]          |
| Eurogamer          | N/A             | 4/10            |
| Game Informer      | N/A             | 6/10            |
| GamePro            | N/A             | [ 6 ]           |
| GameRevolution     | N/A             | C               |
| GameSpot           | 5/10            | 4,5/10          |
| GamesRadar+        | 4/10            | 4/10            |
| GameTrailers       | 4,9/10          | 4,9/10          |
| GameZone           | 5,5/10          | 5,9/10          |
| IGN                | 5,8/10          | 5,8/10          |
| Nintendo Power     | N/A             | 7/10            |
| ONM                | N/A             | 72 %            |

Как и игра Sonic Riders, Sonic Riders: Zero Gravity была неоднозначно оценена прессой. На сайте Metacritic средняя оценка игры для PlayStation 2 и Wii составляет 56 баллов. Схожая статистика опубликована и на GameRankings — 59,31 % для PS2 и 57,83 % для Wii. Некоторые обозреватели сравнивали игру с гоночными аркадами от Nintendo Mario Kart или F-Zero GX. Из плюсов Sonic Riders: Zero Gravity журналисты отмечали улучшенную графику, уровни, музыку и игровой процесс, однако критике подвергали управление, отсутствие сетевой игры и сюжет.
Положительно был оценён игровой процесс. Наиболее часто критики в своих обзорах упоминали систему гравитации и связанные с ней приёмы. Рецензент сайта Eurogamer Элли Гибсон посчитала нововведение в виде тяготения полезным на резких поворотах, но в то же время отмечала, что выполнять эти приёмы будет нелегко. Аналогичное писал об этом представитель интернет-портала 1UP.com: он заявил, что новичкам будет непросто освоиться с системой гравитации, поскольку именно они чаще всего будут вылетать с гоночного трека. Для критика из Game Revolution нововведения показались «хорошими», а Джо Додсону (GameSpot) — интересными. Однако последний отмечал, что система гравитации правильно работает в половине случаев, в оставшиеся игрок попадает в пропасть или в стену, что губительно для персонажа. Кроме тяготения, критики положительно оценили возможность обновлять «Extreme Gear» прямо на ходу и режим мультиплеера. Из недостатков игрового процесса критики упоминали отсутствие онлайн-игры, простой сюжет и короткое прохождение однопользовательской игры.
В основном положительно была оценена визуальная составляющая игры. Гибсон в своём обзоре заявила, что в симуляторе присутствуют множество объектов (например, магазин, трамплины и развилки на уровнях), которые, по её мнению, сделаны разработчиками для того, чтобы компенсировать короткое прохождение сюжета и режимов. Критика из Game Revolution впечатлили задания в режиме мультиплеера. Положительно журналистами была оценена графика, хотя некоторые обозреватели признавали, что она выглядит неидеально. По словам Додсона, картинка в некоторых моментах может передавать игрокам чувство скорости, а Бедиган писал, что в Sonic Riders: Zero Gravity, напротив, не хватает истинного чувства скорости, чем всегда славилась и славится серия Sonic the Hedgehog, и обратил внимание на однообразие предлагаемых игроку трасс. Схожего мнения, что и Бедиган, придерживался критик из IGN, добавив, что сам дизайн уровней выполнен достойно. Кроме графики, пресса высоко оценила появляющиеся между уровнями видеоролики.
Пресса в целом положительно отзывалась о музыкальном сопровождении игры. Представитель интернет-журнала GamePro включил «запоминающийся» трек из меню игры в список достоинств, которым может похвалиться Sonic Riders: Zero Gravity. Критик сайта Game Revolution описал саундтрек следующими словами: «…Потрясающий электронный ритм, который хорошо сочетается с быстрым, футуристическим, металлическим и ярким миром Соника». Додсон в своём обзоре заявил, что мелодии из игры выполнены неплохо, а отдельные композиции легко запоминаются. Сдержанный отзыв о проделанной работе композиторов оставил рецензент от сайта GameZone Луис Бедиган, написавший обзор под ником jkdmedia: по его словам, мелодии хоть и вписываются под стиль игры, но через некоторые время они покажутся игрокам «устаревшими».
Единогласно журналисты пришли к мнению, что главным недостатком Sonic Riders: Zero Gravity является неудобное управление. «По какой-то причине управление не настолько чёткое, поэтому персонажи, такие как Наклз, часто сталкиваются со стенами лишь потому, что они не могут быстро повернуться [в нужную игроку сторону]…», — заявил представитель от IGN. Райан в своём обзоре выдвинул предположение, что Sega хотела таки образом отомстить Nintendo за то, что первая из-за второй покинула рынок игровых приставок. Своими словами автор намекнул на «консольные войны», происходившие между двумя компании начиная с 1990-х годов и заканчивая 2001 годом. Критик посоветовал пользователям приставок проходить игру только обычными контроллерами, такими как DualShock 2 для PS2. Представитель журнала Official Nintendo Magazine раскритиковал игру за грубое управление. Обозреватель из сайта GameTrailers разочаровался в том, что версия для Wii не имеет функцию поддержки геймпада Classic Controller. Додсон, в отличие от остальных рецензентов, оставил сдержанный отзыв по поводу контроля. В своей рецензии он отметил, что хоть управление в Wii и не такое точное, как на PS2, но, благодаря Wii Remote, игрок может делать «крутые повороты». «Если вы наклоняете пульт [в разные стороны], у вас [игроков] будет чувство, что вы дрифтуете на машине с плохой подвеской», — подытожил Додсон.

### Влияние
Сюжет Sonic Riders: Zero Gravity был адаптирован в № 36 комиксов Sonic Universe от издательства Archie Comics. От оригинала сюжет комикса отличается только тем, что местом действия истории является планета Мобиус, и в ней присутствуют некоторые персонажи, которых не было в игре (например, птица Кукку из Tails Adventure).
В 2010 году, для консоли Xbox 360 был выпущен сиквел — Sonic Free Riders. По сюжету игры доктор Эггман, замаскировавшись и представившись под именем «Король Док», проводит второе мировое гран-при. На соревнование он приглашает четыре команды (команду Соника, Вавилона, Роуз и Дарк), которые должны доказать, кто из них является лучшим. В отличие от остальных игр серии, управление в Sonic Free Riders осуществляется только через устройство Kinect, благодаря которому игрок управляет гонщиком с помощью движений своего тела (например, для увеличения скорости нужно выполнять движения ногами, а для выполнения трюков — подпрыгивать). Как и первые две части, третья получила неоднозначные отзывы от критиков.